# MBŁA-S Awis
mBŁA-S Awis (ros. мБЛА-С Авис) – rosyjski bezzałogowy wielozadaniowy statek powietrzny (UAV – Unmanned Aerial Vehicle).

## Historia
Dron został opracowany przez Przedsiębiorstwo Badawczo-Produkcyjne „Radar MMS” (ros. АО Научно-производственное предприятие "Радар ММС"). Jest przeznaczony do prowadzenia monitoringu gruntów, sieci przesyłowych, oceny skutków klęsk żywiołowych, poszukiwania kłusowników i złodziei leśnych, prowadzenia prac poszukiwawczo-ratowniczych oraz kontroli wykonania prac remontowo-budowlanych. Został zaprezentowany w 2011 r. na Międzynarodowym Salonie Obrony Morskiej.
W skład systemu wchodzą 2–3 drony przenoszące wymienne kontenery sprzętowe z modułami wyposażenia dostosowanymi do aktualnie wykonywanego zadania. W skład wyposażenia może wchodzić kamera telewizyjna pracująca w paśmie światła widzialnego, kamera termowizyjna lub wyposażenie pomiaru skażeń. Dron odbywa lot po zaprogramowanej trasie, operator w naziemnym stanowisku kontroli może w każdej chwili zmodyfikować plan lotu. Maszyna może wykonywać loty w temperaturach od -20 do +35°C, wilgotności powietrza od 35 do 98%, wietrze do 12 m/s i opadzie deszczu lub śniegu do 5 mm/h. Start odbywa się z ręki operatora, a lądowanie z wykorzystaniem spadochronu. Może wykonać również lądowanie z przyziemieniem, potrzebuje wówczas powierzchni 75 × 75 m. Dla ułatwienia przechowywania i transportu ma demontowane skrzydła, statecznik pionowy oraz stateczniki poziome. Jest zbudowany z materiałów kompozytowych, jego napęd stanowi silnik elektryczny.